# Chassanhas
Chassanhas (occità) ·  o Chassaignes (francès) és un municipi al departament de la Dordonya i a la regió de la Nova Aquitània.
| 1962                                       | 1968 | 1975 | 1982 | 1990 | 1999 | 2007 | 2014 |
| ------------------------------------------ | ---- | ---- | ---- | ---- | ---- | ---- | ---- |
| 160                                        | 123  | 94   | 81   | 71   | 90   | 82   | 72   |
| Des de 1962: població sense dobles comptes |      |      |      |      |      |      |      |

| Període | Identitat               | Partit |
| ------- | ----------------------- | ------ |
| 2014-   | Monique Boineau-Serrano |        |